# ジャンルカ・ザンブロッタ
ジャンルカ・ザンブロッタ（Gianluca Zambrotta, 1977年2月19日 - ）は、イタリア・コモ出身の元サッカー選手、サッカー指導者。現役時代のポジションはMFまたはDF。元イタリア代表。
2006年ドイツW杯のイタリア代表の優勝メンバー。

## クラブ経歴
キャリア初期
1994年にコモ・カルチョでプロデビュー。1997年にセリエAに昇格したバーリへ移籍。左のウィングとしてレギュラーに定着する。
ユヴェントス
1999年7月6日にユヴェントスに移籍。移籍金は1585万ユーロ。一年目からレギュラーとしてプレーするが、優勝争いの中で迎えたペルージャとの最終節では退場処分を受け、チームも優勝を逃した。翌年もチームは2位に終わったが、3年目の2001-02シーズンに自身初めてのスクデットを手にした。翌2002-03シーズンは日韓W杯の韓国戦で負った全治3ヶ月の怪我により開幕から欠場。その間にマウロ・カモラネージが中盤右サイドのレギュラーに定着したこともあり、マルチェロ・リッピ監督によって左サイドバックにコンバートされた。センタリングなど攻撃の評価は高かった反面、守備面で不安の声が囁かれたが、試合数を積むことで適応。以降のキャリアではクラブのみならずイタリア代表でもサイドバックとしてプレーするようになった。
2006年にカルチョ・スキャンダルが発覚し、ユヴェントスがセリエBへの降格処分を受けると、多数の主力選手とともに移籍することを選択した。
バルセロナ
2006年7月20日、スペインのFCバルセロナへ移籍。移籍金は1400万ユーロで4年契約を結んだ。12月に行われたクラブワールドカップ2006に出場し準決勝ではクラブ・アメリカに勝利をしたが決勝ではインテルナシオナルに敗れ同じ年に代表でもクラブでも世界一とはならなかった。2シーズンに渡り右サイドバックのレギュラーとしてプレーするも、チームのスタイルに馴染めずイタリア復帰を決意。
ミラン
2008年5月31日、ACミランへ移籍。移籍金は約900万ユーロ、年俸400万ユーロの3年契約にサインした。イニャツィオ・アバーテやルカ・アントニーニら若手サイドバックが台頭したこともあり、サイドの左右を問わずチーム事情にあわせた柔軟な起用に応えた。2010-11シーズンはスクデット獲得に貢献。しかし、翌2011-12シーズン末にアレッサンドロ・ネスタやフィリッポ・インザーギ、ジェンナーロ・ガットゥーゾらのベテラン選手と同様に退団の意思を明らかにした。国内外の複数のクラブへの移籍が報じられたが、2012-13シーズンは無所属のまま過ごした。
キアッソ
2013年7月19日、スイス2部のFCキアッソとコーチ兼任の1年契約を結んだ。11月27日、キアッソの選手兼任監督に就任。
2015年4月6日、成績不振のためキアッソの監督を解任された。

## 代表経歴
1999年2月10日のノルウェー戦でイタリア代表デビューを飾り、EURO2000（準優勝）、2002 FIFAワールドカップ（決勝トーナメント1回戦敗退）、EURO2004（グループリーグ敗退）に出場。
前述通り、2002年大会のベスト8進出をかけた韓国戦では、黄善洪から強烈なタックルを浴びせられ、負傷。ザンブロッタは、交代を余儀なくされた。この時、主審のバイロン・モレノはカードを示さなかったが、後にモレノはレッドカード相当の反則であったと認めている。
2006 FIFAワールドカップでは、準々決勝のウクライナ戦で1ゴール1アシストを記録するなど、大会ベストプレーヤーの一員に選ばれる活躍で優勝に貢献した。この功績からプロとしてのキャリアをスタートさせたコモから名誉会長の称号が与えられた。
2010 FIFAワールドカップではグループリーグ全3試合にフル出場するも、チームは決勝トーナメントに進むことは出来なかった。

## 所属クラブ
- コモ・カルチョ 1994-1997
- ASバーリ 1997-1999
- ユヴェントス 1999-2006
- FCバルセロナ 2006-2008
- ACミラン 2008-2012
- FCキアッソ 2013-2014

## 個人成績
| クラブ    | クラブ         | クラブ                 | リーグ  | リーグ  | カップ           | カップ           | CL   | CL     | 通算 | 通算   |
| シーズン  | クラブ         | リーグ                 | 出場    | ゴール  | 出場             | ゴール           | 出場 | ゴール | 出場 | ゴール |
| イタリア  | イタリア       | イタリア               | リーグ  | リーグ  | コッパ・イタリア | コッパ・イタリア | CL   | CL     | 通算 | 通算   |
| --------- | -------------- | ---------------------- | ------- | ------- | ---------------- | ---------------- | ---- | ------ | ---- | ------ |
| 1994–95   | コモ・カルチョ | Serie B                | 1       | 0       | 0                | 0                | -    | -      | 1    | 0      |
| 1995–96   | コモ・カルチョ | Serie C1               | 14      | 2       | 1                | 0                | -    | -      | 15   | 2      |
| 1996–97   | コモ・カルチョ | Serie C1               | 33      | 4       | 1                | 0                | -    | -      | 34   | 4      |
| 1997–98   | バーリ         | セリエA                | 27      | 2       | 2                | 2                | -    | -      | 29   | 4      |
| 1998–99   | バーリ         | セリエA                | 32      | 4       | 4                | 0                | -    | -      | 36   | 4      |
| 1999–2000 | ユヴェントス   | セリエA                | 32      | 1       | 2                | 0                | 12   | 2      | 45   | 4      |
| 2000–01   | ユヴェントス   | セリエA                | 29      | 3       | 0                | 0                | -    | -      | 29   | 3      |
| 2001–02   | ユヴェントス   | セリエA                | 32      | 1       | 6                | 1                | 9    | 0      | 47   | 2      |
| 2002–03   | ユヴェントス   | セリエA                | 26      | 1       | 3                | 0                | 13   | 0      | 42   | 1      |
| 2003–04   | ユヴェントス   | セリエA                | 30      | 1       | 6                | 0                | 5    | 0      | 41   | 1      |
| 2004–05   | ユヴェントス   | セリエA                | 36      | 0       | 0                | 0                | 12   | 0      | 48   | 0      |
| 2005–06   | ユヴェントス   | セリエA                | 32      | 0       | 2                | 0                | 8    | 0      | 42   | 0      |
| スペイン  | スペイン       | スペイン               | リーグ  | リーグ  | コパ・デル・レイ | コパ・デル・レイ | CL   | CL     | 通算 | 通算   |
| 2006–07   | バルセロナ     | リーガ・エスパニョーラ | 29      | 3       | 5                | 0                | 6    | 0      | 40   | 3      |
| 2007–08   | バルセロナ     | リーガ・エスパニョーラ | 29      | 0       | 5                | 0                | 6    | 0      | 40   | 0      |
| イタリア  | イタリア       | イタリア               | セリエA | セリエA | コッパ・イタリア | コッパ・イタリア | CL   | CL     | 通算 | 通算   |
| 2008–09   | ミラン         | セリエA                | 34      | 1       | 1                | 0                | 6    | 0      | 41   | 1      |
| 2009–10   | ミラン         | セリエA                | 24      | 0       | 1                | 0                | 5    | 0      | 30   | 0      |
| 2010–11   | ミラン         | セリエA                | 15      | 0       | 1                | 0                | 5    | 0      | 20   | 0      |
| 2011–12   | ミラン         | セリエA                | 7       | 1       | 1                | 0                | 3    | 0      | 11   | 1      |
| 国        | イタリア       | イタリア               | 400     | 20      | 31               | 3                | 76   | 2      | 506  | 25     |
| 国        | スペイン       | スペイン               | 58      | 3       | 10               | 0                | 12   | 0      | 80   | 3      |
| 通算      | 通算           | 通算                   | 459     | 23      | 41               | 3                | 88   | 2      | 587  | 28     |

## 代表歴

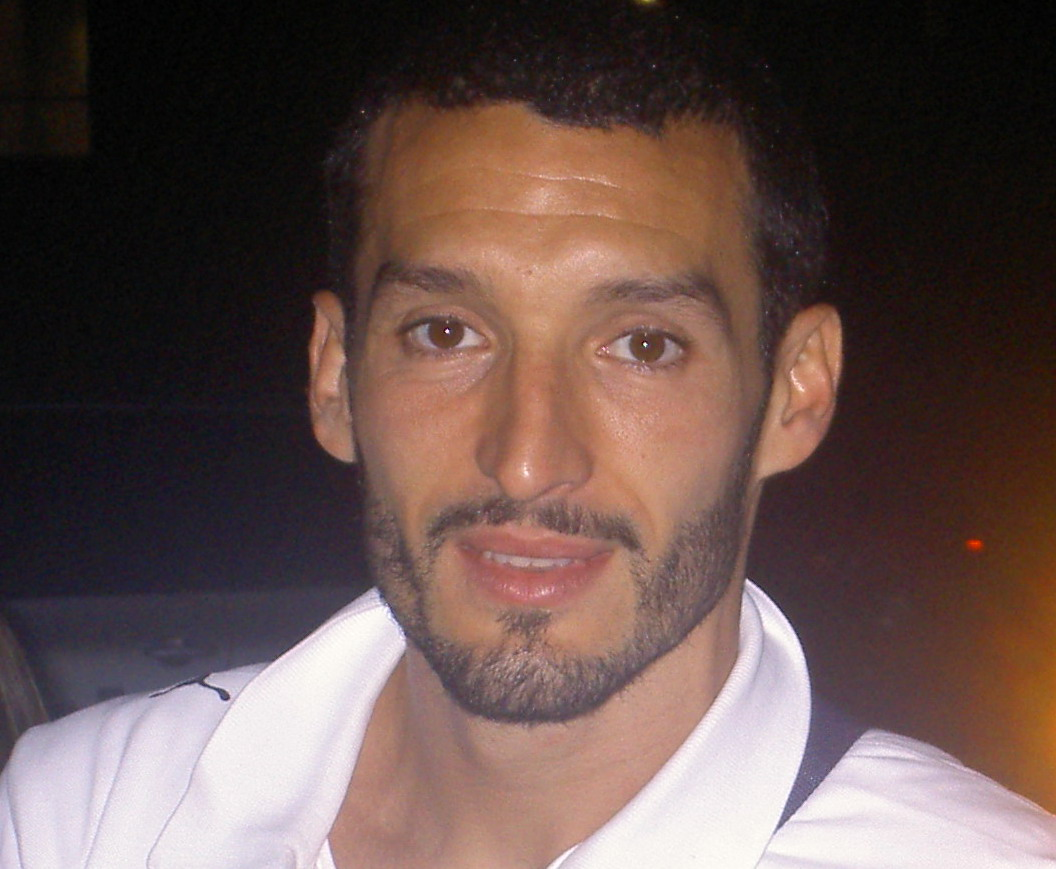
2006年ドイツW杯の決勝戦後のザンブロッタ

### 出場大会
- イタリア代表
  - 2002 FIFAワールドカップ
  - 2006 FIFAワールドカップ
  - 2010 FIFAワールドカップ

### 試合数
- 国際Aマッチ 98試合 2得点（1999年-2010年）[12]

| イタリア代表 | 国際Aマッチ | 国際Aマッチ |
| 年           | 出場        | 得点        |
| ------------ | ----------- | ----------- |
| 1999         | 3           | 0           |
| 2000         | 8           | 0           |
| 2001         | 8           | 0           |
| 2002         | 8           | 0           |
| 2003         | 8           | 0           |
| 2004         | 10          | 1           |
| 2005         | 7           | 0           |
| 2006         | 10          | 1           |
| 2007         | 6           | 0           |
| 2008         | 12          | 0           |
| 2009         | 12          | 0           |
| 2010         | 6           | 0           |
| 通算         | 98          | 2           |

## エピソード
- 2000年にイタリア共和国功労勲章カヴァリエーレを受勲。2006年には1級上のウッフィチャーレが授与された。
- バルセロナ時代には、練習場までタクシーに乗車しようとした所、タクシーの運転手が「私はペリコ（エスパニョールサポーター）だから君を乗せる事は出来ない。」と言われ、乗車拒否をされて練習に遅刻した。
- ミニ・エスタディでバルセロナダービーが行われた際には、「ザンブロッタ、バスに乗れ！！！」という横断幕が用意されていた。
- 少年時代から実家の部屋には大ファンであるロベルト・バッジョのポスターが張ってある。有名人のポスターを貼るという行為が好きでないにも関わらずである。本人曰く「ロビーだけは特別なんだ」。
- ナイキ社のスパイクを現在は着用しているが、それ以前はアンブロのものを使用していた。